# 189320 Lakitsferenc
A 189320 Lakitsferenc (ideiglenes jelöléssel (189320) 2006 YC14) a Naprendszer kisbolygóövében található aszteroida. Sárneczky Krisztián fedezte fel 2006. december 22-én.
Nevét Lakits Ferenc csillagász emlékére kapta.